# Tachinus schneideri
Tachinus schneideri är en skalbaggsart som beskrevs av Luze 1900. Tachinus schneideri ingår i släktet Tachinus, och familjen kortvingar. Arten har ej påträffats i Sverige.